# Michael Manley (politico)
Michael Norman Manley (Kingston, 10 dicembre 1924 – Kingston, 6 marzo 1997) è stato un politico giamaicano.

## Biografia
Figlio del politico Norman Manley e dell'artista Edna Manley, nata Swithenbank, studiò al Jamaica College di stampo anglicano fino al 1943, quando venne arruolato nella Royal Canadian Air Force come operatore radio. Dopo la seconda guerra mondiale venne ammesso alla London School of Economics, ma dopo solo un anno andò a vivere con la moglie Jacqueline Kamellard. Si laureò in economia nel 1950 e iniziò a scrivere articoli sul cricket per The Observer e la BBC. L'anno successivo divorziò dalla prima moglie.
Tornato in Giamaica, divenne redattore associato del Public Opinion, il giornale affiliato al Partito Nazionale del Popolo (PNP) fondato da suo padre. Fu sindacalista per i lavoratori dello zucchero e della bauxite e lavorò come giornalista affrontando temi come il razzismo, l'imperialismo e il nazionalismo. Convolò a seconde nozze con Thelma Verity nel 1955, ma il matrimonio cessò nel 1960.
Nel 1967 venne eletto al Senato e due anni più tardi sostituì suo padre nell'incarico di leader dell'opposizione. Fu fortemente critico nei confronti della società statunitense, mentre guardava di buon occhio il socialismo cubano di Fidel Castro. Una volta divenuto primo ministro nel 1972 rimosse uno scomodo ambasciatore statunitense, mentre accettò assistenza tecnica e il regalo di una scuola da Cuba. Tra i suoi più stretti confidenti vi fu Julius Nyerere e appoggiò fortemente i movimenti di liberazione africani, tant'è che nel 1978 ricevette un premio speciale dalle Nazioni Unite per la sua ferma opposizione all'apartheid.
La sua popolarità decrebbe per via delle inconsistenti politiche in campo economico. Durante gli scontri delle elezioni generali del 1976 Manley subì tre tentativi di omicidio, presumibilmente tramite l'intervento della CIA. Costretto a chiedere aiuti economici al Fondo Monetario Internazionale, dovette affrontare una disastrosa situazione finanziaria per il paese, che non ricevette gli aiuti richiesti per il non raggiungimento di determinati requisiti. A questo contesto si aggiunsero un uragano che abbatté diversi raccolti di banane e gli scontri interni durante le elezioni del 1980.
Nonostante la sonora sconfitta elettorale, le dimissioni di Manley dal partito vennero rifiutate, e per giunta fu insignito di diversi riconoscimenti internazionali. Si oppose all'aiuto statunitense in favore dei Contras in Nicaragua e all'invasione di Grenada del 1983.
Nel 1989 venne nuovamente eletto primo ministro. Attuò un vigoroso programma di privatizzazione e deregolazione. Si dimise dall'incarico nel 1992 per le gravi condizioni di salute dovute a un cancro alla prostata, che lo portò alla morte nel 1997.